# リック・ウォレン

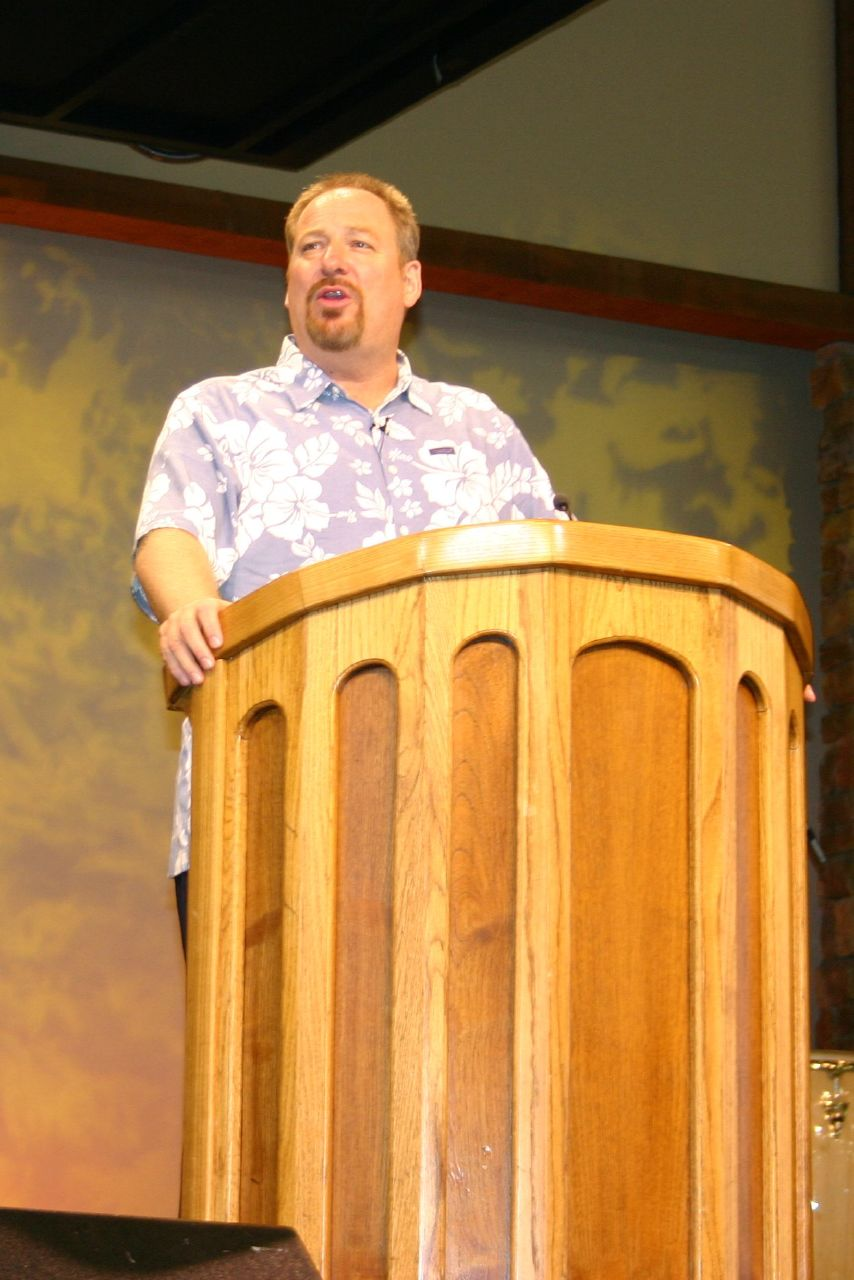
リック・ウォレン牧師

リチャード デュアン“リック”ウォレン（Richard Duane. "Rick Warren 1954年1月28日 - ）は、アメリカ合衆国カリフォルニア州にあるキリスト教プロテスタント系バプテスト派サドルバック教会の創設者・牧師で、作家でもある。サドルバック教会は1980年に設立された(現在は教会は無宗派と公式HPに記載されている)。現在、教会には毎週平均2万人近くが出席している。今日にいたるまでの教会の歴史は『健康な教会へのかぎ』(いのちのことば社刊)に書かれている。
2009年1月20日、バラク・オバマのアメリカ合衆国大統領就任式で開会の祈祷を務めた。クリスチャントゥデイ誌によると、「リック・ウォレン牧師とケイ夫人は、サンノゼにあるエコーチャーチを牧会するアンディ・ウッド(Andy Wood)牧師と妻のステイシー(Stacie)牧師を後任者として発表した。ウォレン牧師は2022年9月に主任牧師から退き、ウッド牧師がその後を継ぐことになる。ウォレン牧師夫妻が導いたサドルバック教会は、これまでに197カ国で宣教活動を行い、5万6千人に洗礼を授け、キリスト教に関わる諸活動のために約1300億円以上を寄付し、エイズやグリーフケア、メンタルヘルスに焦点を当てた働きを展開してきた。」。2022年8月28日、同教会の主任牧師として最後の説教を行った。

## 生い立ち
ウォレンは、1954年にカリフォルニアのサンノゼで、ジニーとドット・ウォレンの息子として生まれた。ウキア高校を1971年に卒業し、それからカリフォルニアバプテスト大学 (California Baptist University) で文学士、サウスウェスタン・バプテスト神学校 (Southwestern Baptist Theological Seminary) で神学修士を得て(1979年)、フラー神学大学で牧会学博士号が与えられた。
ウォレンは2005年10月31日版の『USニューズ&ワールド・レポート』で、アメリカのトップ25のリーダーの1人に挙げられた。また、「米国で最も影響力のある霊的指導者」とも呼ばれる。タイム誌は、2004年に影響を与えた15人のリーダーの1人としてウォレンを挙げた。そして、2005年に世界で影響を与えた100人の1人として彼は選ばれた。
ウォレンは、エリザベス・k(ケイ)と結婚し30年になる。彼らは3人の子供と2人の孫をもつ。息子のマシューは2013年4月に27歳で拳銃自殺した。

## 奉仕活動(ministry)
リックと妻のケイは、収入の90パーセントを、自分たちの設立した3つの団体に寄付している。また教会での多くのミニストリーを通して多くの人々に仕えて影響の与える教会となっている。

## 著作
- 『神の家族へようこそ!: クラス101:メンバーシップ』 パーパス・ドリブン・ジャパン
- 『人生の目的を探る旅』パーパス・ドリブン・ジャパン
- 『回復への道 : 山上の説教に基づく回復の8原則』 パーパス・ドリブン・ジャパン
- The Purpose Driven Church(※邦訳『健康な教会へのかぎ』いのちのことば社)(ISBN 0310201063)
- The Purpose Driven Life (※邦訳『人生を導く5つの目的―自分らしく生きるための40章』パーパス・ドリブン・ジャパン) (ISBN 0310205719)
- Answers to Life's Difficult Questions (ISBN 0966089529)（※邦訳『人生の難題はこうして乗り越えよう!』パーパス・ドリブン・ジャパン）
- The Power to Change Your Life(ISBN 0966089510) （※邦訳『人生を変える力 : 実り豊かな人生の秘訣』パーパス・ドリブン・ジャパン）
- What on Earth Am I Here For? Booklet (ISBN 0310264839)
- Personal Bible Study Methods (ISBN 0966089502)

## レファレンス
fromrick warrenから、18:56, 25 July 2006 UTCより一部翻訳。

## 外部
- サドルバック教会（英語）
- rick warren.com(英語)
- ウォレン牧師のTwitterアカウント(英語)
- ウォレン牧師のInstagramアカウント(英語)
- パーパス・ドリブン公式（英語）
- パーパス・ドリブン・ジャパン（P.D.J.)/ロゴス出版社（日本語）